# Something Nice from London
Something Nice from London es una película dramática británica-zimbabuesa de 2013 escrita por Petina Gappah y dirigida por Nick Marcq. Está protagonizada por Munya Chidzonga, Tonderai Munyebvu y Lovewell Chisango en los papeles principales. Memory Busoso, Rambidzai Karize y Lauren Marshall interpretan papeles de apoyo. La película se titula irónicamente porque su clímax está relacionado con el prematuro fallecimiento de Peter, que muere en Londres en circunstancias misteriosas. La película es una colaboración conjunta de Latimer Films con sede en Gran Bretaña y el British Council. Está inspirada y adaptada del cuento de Petina Gappah con el mismo título que fue parte de la premiada antología An Elergy For Easterly. Se estrenó en cines el 1 de abril de 2015 coincidiendo con el Día de los Inocentes, pero se proyectó en algunos festivales de cine a finales de 2013.

## Sinopsis
Las tensiones aumentan en Harare mientras la familia Chikwiro espera la llegada de su hijo muerto Peter desde Londres. El conflicto surge al enterrar el cuerpo. La madre de Peter insiste en enterrarlo en un cementerio local, pero Matyaya y Jonathan están persuadiendo a favor de otras ideas para que consideren Shurugwi, el lugar donde fue enterrado el padre de Peter. Lisa, la prima de Mary, que se encuentra en Inglaterra, informa a los familiares de Peter en Harare que podría llevar otra semana enviar el cuerpo.

## Elenco
- Munya Chidzonga como Jonathan
- Memory Busoso como Maimary
- Lovewell Chisango como el tío Matyaya
- Rambidzai Karize como Mary
- Lauren Marshall como Lisa
- Tonderai Munyebvu como Peter
- Charles Mzembe como dentista jefe
- Pretty Nxaba como Mailisa
- Eddie Sandifolo como Cargoman

## Rodaje
La película se rodó y ambienta principalmente en Zimbabue y con pocas partes ambientadas en Londres.